# Katja Riemann
Katja Riemann (/ˈkatja ˈʁiːˌman/), née le 1er novembre 1963 à Weyhe-Kirchweyhe en Allemagne, est une actrice et une chanteuse allemande.
C'est l'une des grandes comédiennes du cinéma allemand d'aujourd'hui. Elle a reçu la Coupe Volpi au Festival de Venise en 2004 pour son interprétation dans Rosenstrasse, sous la direction de Margarethe von Trotta.

## Biographie
Née en 1963, fille de professeurs, elle a suivi des cours de danse, rêvant de jouer pour Pina Bausch, et de piano dès son plus jeune âge. Elle a ensuite fait des études d'art dramatique à Hanovre et Munich. Elle était encore étudiante à l’école Falckenberg de Munich quand Dieter Dorn l'a engagée dans la troupe du Munich Kammerspiele.
De 1986 à 1988, elle joue plusieurs pièces au Kammerspiele, incarnant entre autres Lieschen dans Faust et Galy Gay dans Mann ist Mann. Entre 1990 et 1992, elle se produit au Schillertheater à Berlin dans des pièces telles que Die Räuber de Schiller et Die Ratten de Hauptmann. Elle remporte en 1988 le Prix Adolf Grimme pour son interprétation dans un feuilleton télévisée, Sommer in Lesmona de Peter Beauvais, son premier rôle principal.
En 1989 et 1990, elle connaît son premier succès à la télévision dans la série en dix épisodes Regina on the ladder to success de Bernd Fischerauer. En 1990, elle remporte le Prix du public de la Meilleure Révélation lors des Goldene Kamera. En 1992, elle obtient une autre Goldene Kamera pour son portrait d'une victime de viol traumatisée dans le téléfilm Von Gewalt keine Rede.
Au cinéma, elle a été saluée par la critique et a été distinguée par des prix dans plusieurs rôles de comédie romantique. Elle a su également diversifier les personnages interprétés,. Elle obtient son premier rôle majeur au cinéma en 1987 dans Faust de Dieter Dorn. En 1991, on la retrouve dans Die Distel de Gernot Krää. Elle fait ensuite la preuve de son talent pour la comédie dans Abgeschminkt! de Katja von Garnier et Les Nouveaux Mecs de Sönke Wortmann. En 1995, elle tourne Ein Mann für jede Tonart de Peter Timm, Küß mich! de Maris Pfeiffer, Tuez-moi d'abord de Rainer Matsutani et Stadtgespräch de Rainer Kaufmann. En 1996, elle reçoit, le Prix du Cinéma Allemand pour ses rôles dans Tuez-moi d'abord et Stadtgespräch. Ce dernier film lui vaut aussi le Prix Ernst Lubitsch. Deux ans plus tard, elle obtient un autre prix, cette fois pour Die Apothekerin de Rainer Kaufmann, et Bandits de Katja von Garnier. Elle reçoit en outre plusieurs Prix du Cinéma Bavarois pour Abgeschminkt!, Ein Mann Fur Jede Tonart, Tuez-moi d'abord et Stadtgespräch. Elle est aussi couronnée, dans un autre registre, pour la musique de Bandits.
En 1998, après avoir tourné à nouveau sous la direction de Rainer Kaufmann dans Long Hello And Short Goodbye, elle s'oriente vers une carrière plus internationale et tourne au Canada Desire de Colleen Murphy. Elle est nommée au Prix Génie, l'équivalent canadien de l'Oscar, pour sa prestation dans ce film. Elle tourne également la biographie française de Josée Dayan, Balzac.
Dans les années 2000 et 2010, elle continue à participer à des productions cinématographiques très diverses. Ainsi, en 2002, elle assure les rôles principaux des films allemands Bibi, nom d'une sorcière (Bibi Blocksberg) de Hermine Huntgeburth et Bibi Blocksberg Und Das Geheimnis Der Blauen Eulen de Franziska Buch. En 2005, elle joue dans Une famille allemande d'Oskar Roehler. Elle a été par ailleurs l'interprète principale de Bergkristall de Joseph Vilsmaier et du film de Katja von Garnier Le Goût du sang (Blood And Chocolate). En mai 2007 elle est à l'affiche du film de Margarethe von Trotta, Je suis l'autre. En 2015, elle joue dans la comédie Il est de retour, etc. 
Sa fille, Paula Riemann, est également actrice.

## Télévision
Côté télévision, elle a notamment joué dans le téléfilm Nobel de Fabio Carpi et dans Der Job seines Lebens de Rainer Kaufmann, avec Katharina Thalbach.

## Compositrice
Parallèlement à sa carrière de comédienne, Katja Riemann est aussi une chanteuse et parolière réputée. En 2000, outre son travail sur la bande originale de Bandits, elle a sorti son premier album solo, Nachtblende. Elle y a participé non seulement comme chanteuse et parolière, mais également en partie comme compositrice. Elle a sorti le CD Favorites avec le Katja Riemann Octet en 2003, et deux ans plus tard, le groupe partait en tournée.

## Publications
Elle a aussi écrit trois livres pour enfants :
- en 1999, Der Name der Sonne ;
- en 2000, Der Chor der Engel ;
- en 2003, Die Einsamkeit des Mondes, illustrés par sa sœur Susanne Riemann.

mais aussi :
- en 2020, Jeder hat. Niemand darf. Projektreisen. S. Fischer, Frankfort,  (ISBN 978-3-10-397313-6). Ce livre est consacré à ses expériences et ses voyages dans le cadre de ses engagements dans diverses organisations pour les droits humains et contre la violence et la pauvreté[6].

## Filmographie
- 1985–1986 : Sommer in Lesmona (série télé), de Peter Beauvais
- 1988 : Faust – Vom Himmel durch die Welt zur Hölle, de Dieter Dorn
- 1989 : Tatort – Katjas Schweigen (série télé), de Hans Noever
- 1989 : Salz für das Leben (court-métrage), de Rainer Kaufmann
- 1990 : Regina auf den Stufen (série télé), de Bernd Fischerauer
- 1991 : Von Gewalt keine Rede, de Theodor Kotulla
- 1992 : Der Fahnder – Zwischen den Stühlen, (série télé)
- 1992 : Abgeschminkt!, de Katja von Garnier
- 1992 : Petites musiques de chambre (Ein Mann für jede Tonart), de Peter Timm
- 1992 : Die Distel, de Gernot Krää
- 1993 : Polizeiruf 110 – Blue Dream – Tod im Regen (série) de Bodo Fürneisen
- 1994 : Les nouveaux mecs, de Sönke Wortmann
- 1994 : Himmel und Hölle (téléfilm), de Hans-Christian Schmid
- 1995 : Nur über meine Leiche, de Rainer Matsutani
- 1995 : Stadtgespräch, de Rainer Kaufmann
- 1996 : Pour l'amour du risque − Operation Jennifer (série), de Tom Mankiewicz
- 1996 : Nur aus Liebe, de Dennis Satin
- 1996 : Confessions d'une pharmacienne (de), de Rainer Kaufmann
- 1997 : Bandits, de Katja von Garnier
- 1997 : Comedian Harmonists, de Joseph Vilsmaier
- 1999 : Männer sind wie Schokolade
- 1999 : Balzac (téléfilm), de Josée Dayan
- 1999 : Else – Geschichte einer leidenschaftlichen Frau, d'Egon Günther
- 1999 : Long Hello and Short Goodbye, de Rainer Kaufmann
- 2000 : Desire, de Colleen Murphy
- 2001 : Goebbels und Geduldig (téléfilm), de Kai Wessel
- 2001 : Girl, de Piers Ashworth
- 2002 : Bibi, nom d'une sorcière (Bibi Blocksberg), d'Hermine Huntgeburth
- 2002 : Nachtmusik (court-métrage) de Johannes Thielmann
- 2003 : Rosenstrasse, de Margarethe von Trotta
- 2003 : Der Job seines Lebens, de Rainer Kaufmann
- 2004 : Der Job seines Lebens 2 – Wieder im Amt, de Hajo Gies
- 2004 : Une famille allemande (Agnes und seine Brüder), d'Oskar Roehler
- 2004 : Bibi Blocksberg und das Geheimnis der blauen Eulen, de Franziska Buch
- 2004 : Bergkristall, de Joseph Vilsmaier
- 2005 : Die Diebin und der General, de Miguel Alexandre
- 2005 : Küss mich, Hexe!, de Diethard Küster
- 2006 : Je suis l'autre (Ich bin die Andere), de Margarethe von Trotta
- 2006 : Das wahre Leben, d'Alain Gsponer
- 2007 : Le Goût du sang (Blood and Chocolate), de Katja von Garnier
- 2007 : Ein fliehendes Pferd, de Rainer Kaufmann
- 2007 : Mon Führer : la Vraie Véritable Histoire d'Adolf Hitler (Mein Führer – Die wirklich wahrste Wahrheit über Adolf Hitler), de Dani Levy
- 2007 : Shanghai Baby, de Berengar Pfahl
- 2008 : Up! Up! To the Sky, de Hardi Sturm
- 2009 : Romeo und Jutta, de Jörg Grünler
- 2009 : La Colère du volcan (Vulkan) (téléfilm), de Uwe Janson
- 2010 : Die Grenze (téléfilm), de Roland Suso Richter
- 2011 : Die fremde Familie, de Stefan Krohmer
- 2011 : Die Relativitätstheorie der Liebe, d'Otto Alexander Jahrreiss
- 2011:  L'Enfance volée (Der Verdingbub), de Markus Imboden
- 2012 : Family Mix (Türkisch für Anfänger), de Bora Dagtekin
- 2012 : Bienvenue en Sibérie (Ausgerechnet Sibirien) (TV), de Ralf Huettner
- 2012 : Clarissas Geheimnis, de Xaver Schwarzenberger
- 2012 : Baron Münchhause (téléfilm en deux parties) – d'Andreas Linke
- 2012 : Das Wochenende, de Nina Grosse
- 2013 : Verratene Freunde, de Stefan Krohmer
- 2013 : Tatort – Die Wahrheit stirbt zuerst (série), de Miguel Alexandre
- 2013 : Fack ju Göhte, de Bora Dagtekin
- 2013 : Totenengel
- 2013 : Kleine Schiffe, de Matthias Steurer
- 2014 : Die Fahnderin, de Züli Aladağ
- 2015 : Mon cher petit village de Gabriel Le Bomin
- 2015 : Il est de retour (Er ist wieder da) de David Wnendt
- 2015 : Fack ju Göhte 2, de Bora Dagtekin
- 2016 : Coup de foudre par SMS de Karoline Herfurth et Sofie Cramer : Henriette Boot.
- 2017 : Fack ju Göhte 3, de Bora Dagtekin
- 2018 : Goliath96 de Marcus Richardt : Kristin, la mère
- 2020 : Enfant terrible de Oskar Roehler : Gudrun
- 2020 : Nos années miraculeuses (mini-série) : Christel Wolf
- 2024 : Stella, une vie allemande de Kilian Riedhof : Toni Goldschlag